# Nedokučiva tajna
Nedokučiva tajna je epizoda Dilan Doga objavljena u Srbiji premijerno u svesci #166. u izdanju Veselog četvrtka. Koštala je 270 din (2,3 €; 2,7 $). Imala je 94 strane. Na kioscima se pojavila 29. oktobra 2020.

## Originalna epizoda
Originalna epizoda pod nazivom Nel misterio objavljena je premijerno u #375. regularne edicije Dilana Doga u Italiji u izdanju Bonelija. Izašla je 29. novembra 2017. Naslovnu stranicu je nacrtao Điđi Kavenađo. Scenario je napisao Ticijano Sklavi, a epizodu nacrtao Angelo Stano. Koštala je 3,9 €.

## Kratak sadržaj
Profesionalni ubica sa vrha zgrade ubija snajperom stariju ženu na sred ulice. Dilana, koji prolazi blizu mesta nesreće na putu ka poreskoj upravi, zaustavlja prosjak po imenu Nemo i kaže mu da ne ulazi u lift jer će u njemu poginuti osoba po imenu Džozef Mejsi. Dilan ne veruje, ali to se upravo dešava – nakon što se lift otkačio, Dž. Mejsi gine u nesreći. Plaćeni ubica nastavlja da ubija nepoznate ljude po gradu, dok Dilan u gustoj magli ponovo nailazi na prosjaka koji ga ovaj put upozorava na kuću pored puta (u koju je Dilan krenuo zbog posla), a na koju će uskoro pasti avion. Par trenutaka kasnije, avion uništava kuću. U šetnji gradom, Dilan slučajno nailazi na plaćenog ubicu i priseća se da ga je video kada je prvi put sreo prosjaka Nema. Ubici je na pločnik ispala članska karta kluba Mayfair. Dilan kreće za njim da mu je vrati, ali u mračnom prolazu nailazi na džeparoša kako nožem pokušava od plaćenog ubice da iskamči novčanik. Ubica ubija džeparoša njegovim nožem i beži automobilom registracije RIP 999. Dilana na licu mesta zatiče inspektor Karpenter. Džeparoš izgleda kao da nije poginuo od noža, već srčanog udara.

## Prethodna i naredna epizoda
Prethodna sveska nosila je naziv Kraj tame (#165), a naredna Grafička horor roman: nastavak (#167).